# تعهد الحاجز
تعهد الحاجز  في القانون وفي الاقتصاد (بالإنجليزية: attachment bond)  عندما يتقدم صاحب دين (الدائن) creditor  بطلب إلى المحكمة من أجل أمر بالحجز على ممتلكات المدين بغرض ضمان استرجاع حقه ، قد تطلب المحكمة منه تعهد يتعهد فيه مقدم الطلب بأنه يتحمل مسؤولية أي ضرر أو خسارة قد تلحق بالملك المحجوز عليه ،الذي يمتلكة المدعى عليه (المدين) debtor . وعادة يكون أمر الحجز حجزا تحفظيا إلى حين صدور قرار المحكمة في القضية .

## اقرأ أيضا
- تخصيص الأموال
- حجم الأعمال (اقتصاد)